# Parti démocratique (Luxembourg)
Pour les articles homonymes, voir Parti démocrate.
Le Parti démocratique (en luxembourgeois : Demokratesch Partei, abrégé en DP) est le principal parti politique libéral du Luxembourg et un des trois principaux partis du pays,,. Le DP est situé au centre-droit du spectre politique,,,,,, partisan d'un libéralisme économique modéré avec un fort accent sur les libertés civiles, les droits de l'homme et l'internationalisme.
Fondé en 1955, le parti est actuellement dirigé par Lex Delles. Son ancien président, Xavier Bettel, a été Premier ministre du Luxembourg de 2013 à 2023 et est actuellement vice-Premier ministre dans le gouvernement Frieden en coalition avec le Parti populaire chrétien-social. Il s'agit du deuxième parti en importance à la Chambre des députés, avec quatorze sièges sur soixante, avec 18,7 % des voix lors des élections législatives de 2023 et un siège au Parlement européen sur six. Le siège du parti se situe dans la ville de Luxembourg ; le bourgmestre de la ville est issu du DP de façon systématique depuis 1970.
Le parti a souvent joué le rôle de partenaire mineur dans les coalitions menées par le Parti populaire chrétien-social (CSV). Avec Gaston Thorn et Xavier Bettel, le DP a fourni les seuls premiers ministres luxembourgeois depuis 1945 à ne pas être affiliés au CSV (1974-1979 et 2013-2023). Le parti est membre du Parti de l'Alliance des libéraux et des démocrates pour l'Europe (ALDE) et de l'Internationale libérale. Le parti a été l'un des partis libéraux les plus influents en Europe en raison de sa force, de son implication régulière dans le gouvernement, de son rôle dans les institutions internationales et de la direction de Gaston Thorn.

## Histoire

### Émergence en tant que parti majeur
Bien que son histoire remonte à la fondation de la ligue libérale en 1904, le parti actuel a été fondé le 24 avril 1955. Il a succédé au groupe des démocrates, issu du Groupe patriotique et démocratique, qui regroupe des résistants d'obédience libérale souhaitant participer à la reconstruction du paysage politique. Le DP a passé la majorité des années 1950 et 1960 sous la direction de Lucien Dury, puis de Gaston Thorn, qui s'est imposé comme le troisième parti majeur, devant le Parti communiste luxembourgeois.
Au moment de sa fondation, le parti avait six sièges à la Chambre des députés. Aux élections suivantes, en 1959, le DP remporta 11 sièges, ce qui lui permit de jouer un rôle mineur dans une grande coalition avec le Parti populaire chrétien-social (CSV) et le Parti ouvrier socialiste luxembourgeois (LSAP). Cependant, en 1964, le parti est revenu à six sièges. En 1968, le DP a absorbé le Mouvement indépendant populaire. Lors de l'élection de cette année-là, le parti a bénéficié d'une vague de modérés quittant un LSAP de plus en plus radical, il est revenu à onze sièges et est par conséquent entré au gouvernement avec le CSV sous le Premier ministre Pierre Werner.

### Gouvernement
Le DP est resté en coalition avec le CSV jusqu'en 1974, date à laquelle il a enregistré une augmentation du soutien lors des élections législatives de 1974, avec 22,2 % des voix et 14 sièges. Ce bouleversement politique lui a donné l’occasion d’entrer dans des négociations de coalition avec le deuxième parti, le LSAP. De manière surprenante, dans les négociations, le DP a eu l'avantage de sécuriser les postes et ministères les plus ministériels, ainsi que le poste de Premier ministre avec Gaston Thorn.
La formation du gouvernement Thorn a toutefois coïncidé avec le début d'une crise économique et le gouvernement était principalement occupé à restructurer l'industrie sidérurgique tout en essayant d'éviter le chômage de masse.
Malgré cela, la coalition a réussi à imposer d'importantes réformes sociales, notamment l'abolition de la peine de mort (1974), l'autorisation du divorce sans faute (1975), l'élargissement du divorce par faute (1978) et la légalisation de l'avortement (1978). En 1977, le gouvernement a abandonné ses projets de construction d' une centrale nucléaire à Remerschen, dont le DP avait été le principal partisan.

### Depuis 1979
En 1979, Thorn affronte Werner, le LSAP jouant un rôle de soutien auprès du DP. Le CSV a fini par remporter la victoire avec six sièges et la perte de trois sièges du LSAP a empêché le DP de renouveler la coalition avec eux. En conséquence, Werner forma une coalition avec le DP, avec Thorn en tant que vice-premier ministre. Lors de la première élection européenne de 1979, le DP a remporté deux sièges : un succès sans précédent depuis. En 1980, Thorn a été nommé président de la commission européenne et a été remplacé dans ses fonctions de ministre par Colette Flesch.
Les élections législatives de 1984 ont vu le premier revers électoral du DP en vingt ans. Le DP a perdu un siège sur 14, tandis que la résurgence du LSAP signifiait qu'il avait de nouveau dépassé le Parti démocrate. Le LSAP a formé une coalition avec le CSV, Jacques Poos étant vice-Premier ministre de Jacques Santer. Celui-ci a été renouvelé deux fois et le DP est resté à l'écart du gouvernement jusqu'en 1999.
Après les élections législatives de 1999, le DP est redevenu le deuxième parti de la Chambre des députés, avec 15 sièges. Il a également dépassé le LSAP en parts de vote pour la première fois de son histoire. Cela lui a permis de remplacer le LSAP en tant que partenaire de la coalition du CSV, avec Lydie Polfer en tant que vice-première ministre. À la suite des élections législatives de 2004, le DP a perdu cinq sièges. Le parti a également perdu sa place de partenaire de la coalition au sein du LSAP et est resté dans l’opposition jusqu’en 2013. Aux élections législatives de 2013, organisé tôt en raison de la chute du gouvernement Juncker-Asselborn II, le parti obtient 13 députés avec 18,3 % des voix, devenant le deuxième parti en importance avec le LSAP. En octobre 2013, le DP a négocié un gouvernement de coalition à trois avec le LSAP et les Verts, et le 4 décembre 2013, le gouvernement Bettel-Schneider a prêté serment, avec le chef du DP Xavier Bettel en tant que Premier ministre.

## Idéologie
Le parti démocrate est un parti de centre-droit modéré dans le spectre politique au Luxembourg. Depuis la fin des années 1960, grâce à la laïcisation du Luxembourg et du CSV, le parti s'est progressivement déplacé vers le centre pour lui permettre de former des coalitions avec le CSV ou le LSAP,. Le DP est de nos jours à gauche du CSV, au centre du spectre politique, et avec plus de points communs avec les libéraux-démocrates britanniques ou le Parti libéral-démocrate allemand qu'avec les partis libéraux belges ou néerlandais,. Cependant, le CSV préfère généralement former des coalitions avec le LSAP à ceux avec le DP, poussant ce dernier vers une ligne économique libérale.
Dans les politiques économiques, le DP est un fervent défenseur de la propriété privée, du libre-échange et du libre marché, bien que sous le gouvernement Thorn, le DP ait considérablement accru l'emploi dans le secteur public. La fiscalité joue un rôle majeur dans le programme du parti. C'est également un partisan de l'agriculture, en particulier de l'industrie du vin. Il a longtemps préconisé le développement de l’énergie nucléaire, mais a abandonné les projets de construction d’une centrale à Remerschen et soutient désormais les énergies renouvelables, sans toutefois s’opposer en principe à l’énergie nucléaire. Indiquant ses priorités, le DP a généralement ou toujours contrôlé les ministères chargés des transports, des travaux publics, de la classe moyenne, de la fonction publique et de l’énergie.
Le DP est le parti le plus franc en faveur des libertés civiles. Entre 1974 et 1979, il a légalisé l'avortement et le divorce et aboli la peine de mort. Le DP se concentre également sur les problèmes des groupes minoritaires, en particulier des groupes de migrants, mais également des homosexuels et des mères célibataires. Contrairement au CSV catholique, le PD est notamment anticlérical, ce qui lui donne plus d’importance que ne le suggèrent ses performances électorales.
Le DP a incité le CSV et le LSAP à devenir plus internationalistes, en mettant l’accent sur l’Union européenne, l’environnement et la défense des droits de l’homme à l’étranger. Il est le partisan le plus éloquent de l’intégration européenne, même dans un pays particulièrement pro-européen. Le parti insiste beaucoup sur le rôle des Nations unies et Thorn a été président de l'Assemblée générale des Nations unies. Le parti soutient l'adhésion du Luxembourg à l'OTAN, mais a travaillé pour mettre fin à la conscription.

## Soutien politique
Le DP a été cohérent dans son plaidoyer en faveur de la classe moyenne, et a par conséquent un profil de classe très distinctif. Lorsqu'il était au gouvernement, le DP a toujours occupé le poste de ministre de la classe moyenne. La plupart des sympathisants du PD sont des fonctionnaires, des employés, des travailleurs indépendants et des personnes à revenu élevé. Ce groupe s'est développé rapidement, concentrant davantage l'appel socio-économique électoral du parti.
Les régions les plus prospères du parti sur le plan électoral sont la ville de Luxembourg et ses riches banlieues, où ces groupes sont concentrés. Le bourgmestre de la capitale est issu du DP depuis 1970. La ville est située dans la circonscription Centre, où le DP défie le CSV pour le plus grand nombre de sièges. Toutefois, le parti a aussi quelques bastions traditionnels dans l'Est et le Nord.
Le parti a notamment plus de soutien parmi les jeunes, alors que le CSV, le LSAP et plus récemment l'ADR ont tendance à recueillir les suffrages des personnes âgées. Contrairement aux CSV et LSAP, le DP n'est pas affilié à un grand syndicat. Le parti est particulièrement populaire parmi les électeurs masculins. En dépit de son anticléricalisme, les électeurs du DP ne sont pas moins attachés à une religion que la population en général.

## Organisation

### Présidents
Le chef du parti est le président (en luxembourgeois : President). Ci-dessous, une liste des présidents du Parti démocratique qui se sont succédé depuis 1948.
| Identité                       | Période       | Période       | Durée           |
| Identité                       | Début         | Fin           | Durée           |
| ------------------------------ | ------------- | ------------- | --------------- |
| Lucien Dury (en) (1912 - 2002) | 1948          | 1952          | 4 ans           |
| Eugène Schaus (1901 - 1978)    | 1952          | 1959          | 7 ans           |
| Lucien Dury (en) (1912 - 2002) | 1959          | 1962          | 3 ans           |
| Gaston Thorn (1928 - 2007)     | 1962          | 1969          | 7 ans           |
| René Konen (1921 - 1994)       | 1969          | 1971          | 2 ans           |
| Gaston Thorn (1928 - 2007)     | 1971          | 1980          | 9 ans           |
| Colette Flesch (née en 1937)   | 1980          | 1989          | 9 ans           |
| Charles Goerens (né en 1952)   | 1989          | 1994          | 5 ans           |
| Lydie Polfer (née en 1952)     | 1994          | 2004          | 10 ans          |
| Claude Meisch (né en 1971)     | 2004          | 2013          | 9 ans           |
| Xavier Bettel (né en 1973)     | 2013          | novembre 2015 | 2 ans           |
| Corinne Cahen (née en 1973)    | novembre 2015 | juin 2022     | 6 ans et 7 mois |
| Lex Delles (né en 1984)        | juin 2022     | En cours      | 3 ans           |

### Présidents de groupe
- 1945-1951 : Lucien Dury (lb)
- 1951 extr. : Émile Hamilius
- 1951-1954 : Eugène Schaus
- 1954-1955 : Lucien Koenig (lb)
- 1955-1959 : Eugène Schaus
- 1959-1964 : Camille Linden (lb)
- 1964-1968 : Eugène Schaus
- 1969-1974 : Paul Elvinger
- 1974-1980 : Colette Flesch
- 1980-1984 : Carlo Meintz (lb)
- 1984-1989 : Colette Flesch
- 1989-1999 : Henri Grethen
- 1999-2004 : Jean-Paul Rippinger (lb)
- 2004-2006 : Henri Grethen
- 2006-2009 : Charles Goerens
- 2009-2011 : Xavier Bettel
- 2011-2013 : Claude Meisch
- 2013-2020 : Eugène Berger
- depuis 2020 : Gilles Baum

### Membres du gouvernement
| Xavier Bettel     | Vice-Premier ministre ; Ministre des Affaires étrangères et du Commerce extérieur ; Ministre de la Coopération et de l'Action humanitaire |
| Claude Meisch     | Ministre de l'Éducation nationale, de l'Enfance et de la Jeunesse ; Ministre du Logement et de l'Aménagement du territoire                |
| Lex Delles        | Ministre de l'Économie, des PME, de l'Énergie et du Tourisme                                                                              |
| Yuriko Backes     | Ministre de la Défense ; Ministre de l'Égalité des genres et de la Diversité ; Ministre de la Mobilité et des Travaux publics             |
| Max Hahn          | Ministre de la Famille, des Solidarités, du Vivre ensemble et de l'Accueil                                                                |
| Stéphanie Obertin | Ministre de la Digitalisation ; Ministre de la Recherche et de l'Enseignement supérieur                                                   |
| Eric Thill        | Ministre de la Culture ; Ministre délégué au Tourisme                                                                                     |

## Résultats électoraux

### Élections législatives
| Année | %     | Rang | Sièges  | Gouvernement                   |
| ----- | ----- | ---- | ------- | ------------------------------ |
| 1945  | 16,74 | 3e   | 9 / 51  | Gouvernement d'Union nationale |
| 1948  | 8,38  | 4e   | 5 / 51  | Dupong-Schaus                  |
| 1951  | 20,55 | 3e   | 8 / 52  | Opposition                     |
| 1954  | 10,8  | 3e   | 6 / 52  | Opposition                     |
| 1959  | 18,5  | 3e   | 11 / 52 | Werner-Schaus I                |
| 1964  | 10,6  | 4e   | 6 / 56  | Opposition                     |
| 1968  | 16,5  | 3e   | 11 / 56 | Werner-Schaus II               |
| 1974  | 22,2  | 3e   | 14 / 59 | Thorn-Vouel-Berg               |
| 1979  | 21,3  | 3e   | 15 / 59 | Werner-Thorn-Flesch            |
| 1984  | 18,7  | 3e   | 14 / 64 | Opposition                     |
| 1989  | 17,2  | 3e   | 11 / 60 | Opposition                     |
| 1994  | 19,3  | 3e   | 12 / 60 | Opposition                     |
| 1999  | 22,4  | 2e   | 15 / 60 | Juncker-Polfer                 |
| 2004  | 16,1  | 3e   | 10 / 60 | Opposition                     |
| 2009  | 15,0  | 3e   | 9 / 60  | Opposition                     |
| 2013  | 18,2  | 2e   | 13 / 60 | Bettel I                       |
| 2018  | 16,9  | 2e   | 12 / 60 | Bettel II                      |
| 2023  | 18,7  | 2e   | 14 / 60 | Frieden                        |

### Élections européennes
| Année | %     | Sièges | Rang | Tête de liste   | Groupe |
| ----- | ----- | ------ | ---- | --------------- | ------ |
| 1979  | 28,12 | 2 / 6  | 2e   |                 |        |
| 1984  | 22,07 | 1 / 6  | 3e   |                 |        |
| 1989  | 19,95 | 1 / 6  | 3e   |                 |        |
| 1994  | 18,83 | 1 / 6  | 3e   |                 |        |
| 1999  | 20,46 | 1 / 6  | 3e   |                 |        |
| 2004  | 14,87 | 1 / 6  | 4e   |                 |        |
| 2009  | 18,7  | 1 / 6  | 3e   |                 |        |
| 2014  | 14,77 | 1 / 6  | 3e   |                 |        |
| 2019  | 21,44 | 2 / 6  | 1er  |                 | RE     |
| 2024  | 18,29 | 1 / 6  | 3e   | Charles Goerens | RE     |